# Сергій Мако
Мако Сергій Олександрович (Serge Mako, 9 квітня 1885 Санкт-Петербург — 2 червня 1953, Ла-Сьйота) — художник, що виріс в Росії і став відомим в Європі після еміграції до Франції.

## Життєпис
Народився в сім'ї сибірського художника Олександра Едуардовича Мако і Віри Павлівни Фрізель в період їх тимчасового проживання в Санкт-Петербурзі. Онук художника австрійського походження Йосипа Мако, який переїхав до Томська. Закінчив художню школу в Пензі, в 1904 році приїхав до Парижа і навчався в Академії Жуліана. Його батько, О. Е. Мако, живе в Києві, виставляється серед групи художників, які іменувалися «Товариством художників — киян».

У 1911—1914 Серж брав участь у виставках авангардистської групи «Кольцо» в Харкові.

У 1919—1920 працював в Надзвичайній дипломатичній місії Української Народної Республіки (УНР) в Римі.

Багато подорожував, довго жив в Празі, де заснував мистецьке об'єднання «Скіфи». Більшу частину життя провів у Франції, в Ніцці, де став відомий під ім'ям Serge Mako. Його виставки проходили в Парижі, Лондоні, Ніцці, Марселі та інших містах. Його картини розійшлися по всій Європі і досі зустрічаються на аукціонах. Особливо відома його «монгольська» серія, присвячена Алтаю. У музеях міста Томська збереглося кілька його учнівських робіт.